# Komonotone Zufallsvariablen
Die Komonotonie beschreibt in der Wahrscheinlichkeitstheorie einen starken gleichgerichteten Zusammenhang von zwei reellen Zufallsvariablen oder mehrerer Komponenten eines Zufallsvektors. Ein Anwendungsbereich ist die Theorie der Risikomaße.

## Definition
Zwei reelle Zufallsvariablen {\displaystyle X} und {\displaystyle Y}, die auf demselben Wahrscheinlichkeitsraum {\displaystyle (\Omega ,{\mathcal {F}},P)} definiert sind, heißen komonoton genau dann, wenn
{\displaystyle (X(\omega )-X(\omega '))(Y(\omega )-Y(\omega '))\geq 0\quad {\text{für alle}}\ (\omega ,\omega ')\in \Omega \times \Omega }
gilt.

## Eigenschaften
Für zwei reelle Zufallsvariablen {\displaystyle X} und {\displaystyle Y} auf {\displaystyle (\Omega ,{\mathcal {F}},P)} sind die folgenden Aussagen äquivalent:
1. {\displaystyle X} und {\displaystyle Y} sind komonoton.
2. Es gibt eine reelle Zufallsvariable {\displaystyle Z} auf {\displaystyle (\Omega ,{\mathcal {F}},P)} und nichtfallende reelle Funktionen {\displaystyle f} und {\displaystyle g}, so dass {\displaystyle X=f(Z)} und {\displaystyle Y=g(Z)} gelten.
3. Es gibt nichtfallende reelle Funktionen {\displaystyle f} und {\displaystyle g}, so dass {\displaystyle X=f(X+Y)} und {\displaystyle Y=g(X+Y)} gelten.

{\displaystyle X} und {\displaystyle Y} seien komonotone Zufallsvariablen auf {\displaystyle (\Omega ,{\mathcal {F}},P)}.
Für die verallgemeinerte inverse Verteilungsfunktion (untere Quantilfunktion) von {\displaystyle aX+bY} mit {\displaystyle a\geq 0} und {\displaystyle b\geq 0} gilt dann
{\displaystyle F_{aX+bY}^{-1}(p)=aF_{X}^{-1}(p)+bF_{Y}^{-1}(p)\quad {\text{für alle}}\ 0<p<1.}

## Anwendung
In der axiomatischen Theorie der Risikomaße verlangt das Axiom der  komonotonen Additivität, dass ein Risikomaß {\displaystyle \varrho }, das für Zufallsvariablen {\displaystyle X}, {\displaystyle Y} und {\displaystyle X+Y} definiert ist, additiv für komonotone Zufallsvariablen ist, dass also
{\displaystyle \varrho [X]+\varrho [Y]=\varrho [X+Y]}
gilt, falls {\displaystyle X} und {\displaystyle Y} komonotone Zufallsvariablen sind. Ein Funktional {\displaystyle \varrho :{\mathcal {X}}\to \mathbb {R} }, das auf einer Menge von Zufallsvariablen definiert ist, mit dieser Eigenschaft heißt komonoton additiv.
Ein monetäres Risikomaß, das komonoton additiv ist, heißt komonoton. Jedes komonotone monetäre Risikomaß ist positiv homogen, erfüllt also
{\displaystyle \varrho [cX]=c\varrho [X]\quad {\text{für alle}}\ c\geq 0\;.}
Beispielsweise sind die Risikomaße Value at Risk und Average Value at Risk komonotone monetäre Risikomaße.

## Allgemeinere Definition
Es gibt eine etwas allgemeinere Definition für einen Zufallsvektor:
{\displaystyle F} sei die Verteilungsfunktion eines {\displaystyle n}-dimensionalen Zufallsvektors
{\displaystyle (X_{1},\dots ,X_{n})} mit den Randverteilungsfunktionen {\displaystyle F_{1},\dots ,F_{n}}. Dann heißt der Zufallsvektor komonoton, falls
{\displaystyle F(x_{1},\dots ,x_{n})=\min\{F_{1}(x_{1}),\dots ,F_{n}(x_{n})\}\quad {\text{für alle}}\ (x_{1},\dots ,x_{n})\in \mathbb {R} ^{n}}
gilt.